# Гезеле, Карл
Карл Гезеле (нем. Karl Gesele; 15 августа 1912, Ридлинген — 17 августа 1968, Фридрихсхафен) — штандартенфюрер СС, кавалер Рыцарского креста Железного креста.

## Карьера
С началом 30-х годов вступил в НСДАП (№ 724050), а в августе 1931 в СС (№ 10596), зачислен 13-й штандарт.
В 199 переведён в полицейский резерв «Вюртемберг». 25 апреля 1934 года получил звание унтерштурмфюрера СС.
В октябре назначен командиром 9-го штурма, в мае 10-го, с октября 1936 года — 17-го штандарта СС «Дойчланд».
С декабря 1936 года стал адъютантом 4-го штурмбанна, а с мая 1938 — командиром 10-го штурма.
Участвовал в Польской и Французской кампаниях, после чего в августе 1940 года стал инспектором тактики в юнкерском училище СС в Бад-Тёльце. После начала войны против СССР в сентябре 1941 года стал начальником штаба кавалерийской бригады СС. 25 мая 1942 награждён Немецким крестом в золоте. К августу эвакуирован по болезни в Германию. после выздоровления 5 октября 1942 назначен командиром батальона сопровождения рейхсфюрера СС, к февралю 1943 батальон был увеличен до штурмовой бригады СС «Рейхсфюрер СС».
4 июля 1944 за отличия в боях на Корсике награждён Рыцарским крестом Железного креста.
В январе 1945 назначен командиром кавалерийского училища СС в Венде.
В марте назначен командиром 37-и добровольческой кавалерийской дивизии СС «Лютцов».

## Награды
- Железный крест 2-го класса
- Железный крест 1-го класса
- Немецкий крест в золоте (25 мая 1942)
- Рыцарский крест (4 июля 1944)